# -ical
-ical ist ein Suffix zur Ableitung von Substantiven (Musical, Grusical, Krimical), die der Charakterisierung von Bühnenstücken dienen. Bezeichnet man etwa ein Stück als Erotical, so wird damit angedeutet, dass Erotisches/Sexuelles in ihm eine besondere Rolle spielt. Duden. Deutsches Universalwörterbuch (2001) schreibt den -ical-Ableitungen die Bedeutungsnuance „meist spöttisch“ zu. Ausgangspunkt dieser Wörter ist die Entlehnung von musical aus dem Englischen.

## Entlehnung und Ausbreitung
Mit der Entlehnung und Ausbreitung der -ical-Wörter im Deutschen hat sich Alan Kirkness im Jahre 2001 befasst; als Datengrundlage nutzte er das Anglizismen-Wörterbuch (Carstensen & Busse 1993–1996), in dem die einzelnen Belege mit Datierung verzeichnet sind. Die Entwicklung beginnt danach 1956 mit der Entlehnung von Musical, worauf als Nächstes 1960 Grusical hinzutritt. Dieses Wort ist schon keine Entlehnung aus dem Englischen mehr, sondern eine Hybridbildung aus deutschem gruseln/gruselig und dem Suffix -ical. Die weitere Ausbreitung stellt sich Kirkness nicht als eine Folge von Entlehnungen dar, sondern vielmehr als Neubildungen, die von der deutschen Sprachgemeinschaft selbst abgeleitet wurden. Mit über 80 gelisteten Wörtern in den wenigen Jahrzehnten seit den 1950er Jahren erweist -ical sich als recht produktives Wortbildungsmorphem, auch wenn sich nicht alle Bildungen im Gemeinwortschatz eingebürgert haben. Die Entwicklung der -ical-Bildungen unterliegt dem Sprachwandelgesetz (in der Linguistik auch als Piotrowski-Gesetz bekannt), wie Karl-Heinz Best im Jahre 2002 nachgewiesen hat.